# HD 4113
HD 4113 ist ein rund 140 Lichtjahre entfernter Hauptreihenstern der Spektralklasse G5, der vom Exoplaneten HD 4113 b mit einer Umlaufperiode von 527 Tagen umrundet wird. Die Masse des Sterns entspricht in etwa der Masse der Sonne.

## Planetarer Begleiter
Die Umlaufbahn des Begleiters hat eine große Halbachse von ca. 1,3 Astronomischen Einheiten und eine hohe Exzentrizität von 0,90. Seine Mindestmasse beträgt 1,6 Jupitermassen. Der Exoplanet wurde von Omer Tamuz et al. im Jahr 2007 mit Hilfe der Radialgeschwindigkeitsmethode entdeckt.